# Amadeus IX. (Savoyen)

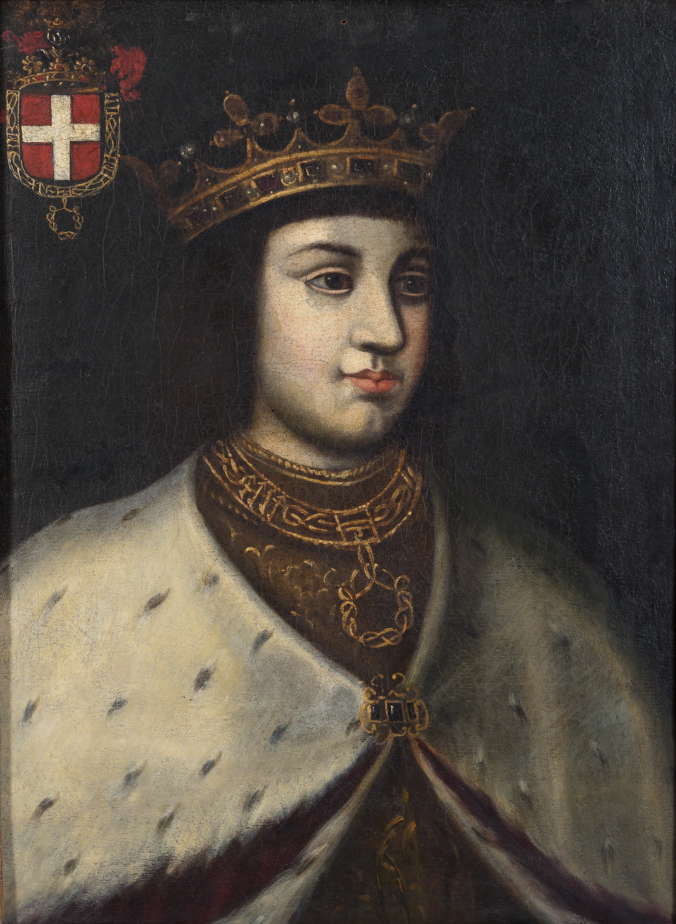
Amadeus IX. von Savoyen

Amadeus IX. (* 1. Februar 1435 in Thonon-les-Bains, heute im Département Haute-Savoie; † 30. März 1472 in Vercelli, Piemont) war Herzog von Savoyen.
Er folgte als ältester Sohn seinem Vater Ludwig aus dem Haus Savoyen als Herzog nach. Aufgrund einer schweren Erkrankung an Epilepsie dankte er 1469 zugunsten seiner Frau Jolande, einer Schwester des französischen Königs Ludwig XI., ab. Daraufhin brach in Savoyen ein Bürgerkrieg zwischen Parteigängern der Franzosen und Burgundern aus.
Amadeus gilt als Vorbild eines christlichen Herrschers und wurde 1677 seliggesprochen. Sein Schrein befindet sich in Turin. Er ist Schutzpatron von Savoyen.

## Nachkommen
Amadeus IX. heiratete 1452 Jolande von Frankreich (Yolande, 1434–1478), Tochter von Karl VII. von Frankreich und Maria von Anjou. Das Paar hatte folgende Kinder:
- Ludwig (Louis, 1453–1453)
- Anne (1455–1480) ⚭ 1478 Friedrich I. (1452–1504) König von Neapel (Haus Trastámara)
- Karl (Charles, 1456–1471), Fürst von Piémont
- Philibert I. (1465–1482), Herzog von Savoyen, Graf von Aosta und Fürst von Piémont
- Marie († 1511)

1. ⚭ 1476 Philipp, Markgraf von Baden-Hachberg (1454–1503)
2. ⚭ Jacques d'Assay, Herr von Le Plessis

- Luise (1462–1503) ⚭ 1479 Hugo von Chalon († 1490), Herr von Orbe/Waadt (Haus Chalon)
- Bernhard (Bernard, 1467–1467)
- Karl I. (Charles 1468–1490), Herzog von Savoyen, Graf von Aosta und Fürst von Piémont
- Jakob Ludwig (Jacques Louis, 1470–1485), Marquis von Gex
- Jean-Claude Galléas (1472–1472)